# Ryan Gomes
Ryan Gomes (født 1. september 1982 i Waterbury, Connecticut, USA) er en amerikansk basketballspiller, der spiller som forward i NBA-klubben Los Angeles Clippers. Han kom ind i ligaen i 2005 og har tidligere repræsenteret Boston Celtics og Minnesota Timberwolves.

## Klubber
- 2005-2007: Boston Celtics
- 2007-2010: Minnesota Timberwolves
- 2010-: Los Angeles Clippers